# Ford Festiva
La Ford Festiva è un'autovettura prodotta dal 1986 al 2002 dalla casa automobilistica statunitense Ford.

## Contesto
La Festiva è stata venduta prevalentemente in Giappone, nelle Americhe e in Australia e venne prodotta in tre generazioni. Il nome "Festiva" deriva dalla parola spagnola che significa "festivo".
Progettato dalla Mazda utilizzando la piattaforma DA e motori a quattro cilindri della Series B, la Festiva faceva parte della joint venture tra la Ford e la Mazda, dove quest'ultima si occupava di costruzione e progettazione dei veicoli per il mercato del Asia-Pacifico, come già avvenuto per la Ford Laser e Ford Telstar.
Le vettura nella prima generazione era venduta in Corea del Sud con il nome Kia Pride e venivano assemblate dalla Kia su licenza. In Australia e in Europa la prima generazione tra il 1987 e il 1991 venne venduta come Mazda 121. Dal 1991 in Australia è stata venduta con il nome di Ford Festiva, mentre le vendite in Europa sono continuate con il nome di Kia Pride. Kia ha terminato la produzione della Pride nel 2000. Parallelamente alla Pride (che era essenzialmente una Festiva di prima generazione), la Festiva di seconda generazione che venne introdotta nel 1993, fu venduta con il nome di Ford Aspire in Nord America e Kia Avella in Corea del Sud e altri mercati. Sebbene questi modelli di seconda generazione siano stati pensionati nel 2000, una terza generazione della Festiva è stata venduta tra il 1996 e il 2002 in Giappone come versione rebadging della Mazda Demio.